# Nikolaus von Falkenhorst
Paul Nikolaus von Falkenhorst (Breslavia, 17 gennaio 1885 – Holzminden, 18 giugno 1968) è stato un generale tedesco, ideatore del piano di invasione di Danimarca e Norvegia e comandante delle truppe di occupazione tedesche in Norvegia.

## Biografia

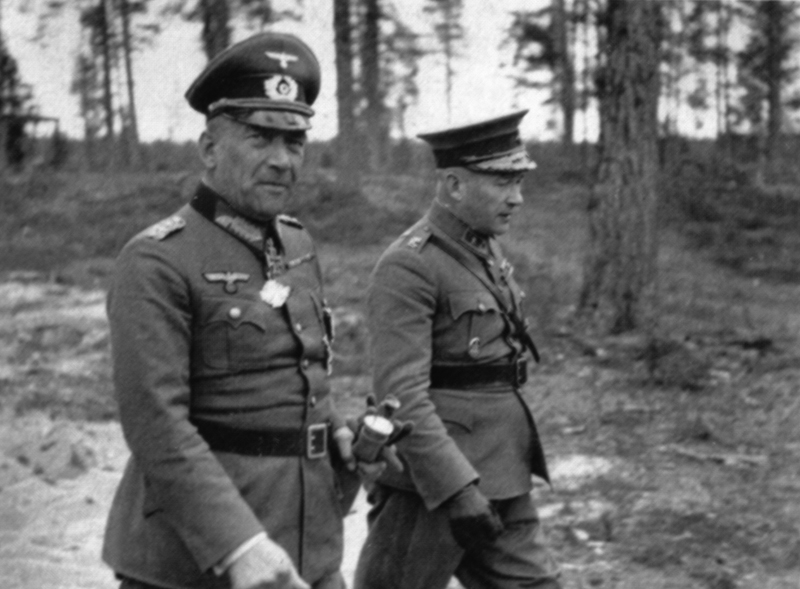
Falkenhorst (a sinistra) col generale finlandese Hjalmar Siilasvuo

Nato a Breslavia con il nome di Nikolaus von Jastrzembski, discendente di un'antica famiglia aristocratica di origini polacche e tradizioni militari prussiane, cambiò il suo cognome in "Falkenhorst" (Nido di falco in tedesco) quando intraprese la carriera militare, prestando servizio come allievo ufficiale nel 7º Reggimento granatieri nel 1903.
Ufficiale di stato maggiore dal 1904, partecipò alla prima guerra mondiale prestando servizio su diversi fronti e guadagnandosi la Croce di Ferro di Seconda e Prima classe. Alla fine della guerra era ufficiale addetto alle operazioni della Ostseedivision, il contingente tedesco inviato in Finlandia, con il grado di colonnello. Dopo aver prestato servizio nei Freikorps nel 1919, venne trasferito nel Reichswehr, ove servì tra il 1925 e il 1927 nella Divisione Operazioni del Ministero della Guerra. Promosso generale di brigata il 1º ottobre 1932, fu addetto militare presso le ambasciate tedesche a Praga, Belgrado e Bucarest tra il 1933 e il 1935. Dopo aver prestato servizio come capo di Stato Maggiore della 3ª Armata nel 1937, comandò il 21º Corpo d'armata durante la campagna di Polonia.
Viste le sue indiscusse doti di pianificatore e la sua esperienza in Scandinavia nel precedente conflitto, il 21 febbraio 1940 ricevette da Hitler l'incarico di preparare il piano di invasione di Danimarca e Norvegia; in appena cinque giorni von Falkenhorst preparò un abbozzo di piano operativo, che riscosse grande successo presso Hitler e che venne messo in atto. Il piano, che coinvolgeva tutte e tre le Forze armate in egual misura (Esercito, Marina e Aviazione) e che quindi viene ritenuto la prima operazione militare combinata della storia, si dimostrò un successo, anche se piuttosto costoso: la Danimarca capitolò in tre ore, l'esercito norvegese, colto di sorpresa, oppose una resistenza disorganizzata, e un contingente Alleato di truppe francesi e britanniche inviato in soccorso della Norvegia fu costretto a ritirarsi dopo aver subito pesanti perdite. Per il suo successo, von Falkenhorst ricevette la Croce di Cavaliere il 30 aprile 1940, venendo poi assegnato al comando delle forze di occupazione tedesche in Norvegia.
Nel giugno del 1941 ricevette l'incarico di pianificare e condurre l'Operazione Silberfuchs, l'attacco tedesco contro il porto sovietico di Murmansk; l'operazione si rivelò un insuccesso, con le truppe tedesche bloccate ad appena 50 km da loro obbiettivo. Il 15 gennaio 1942 cedette il comando delle truppe tedesche schierate in Lapponia al generale Eduard Dietl, per tornare ad assumere il comando delle truppe tedesche in Norvegia. Il 18 dicembre 1944 venne privato del comando per essersi opposto ad alcuni ordini di Josef Terboven, il commissario del Reich stanziato in Norvegia; rimase nel paese scandinavo, ma non ebbe altri incarichi operativi fino alla fine della guerra.
Arresosi agli Alleati insieme alle sue truppe nel maggio del 1945, venne arrestato il 2 agosto 1946 e processato da un tribunale militare misto anglo-norvegese per crimini di guerra. Non coinvolto in crimini riguardanti la popolazione civile, fu tuttavia giudicato colpevole di aver attuato l'ordine commando di Hitler e quindi condannato a morte mediante fucilazione; in seguito la sua condanna venne commutata in vent'anni di carcere.
Rilasciato dal carcere di Werl il 23 luglio 1953 a causa delle sue cattive condizioni di salute, visse a Holzminden fino alla sua morte, avvenuta il 18 giugno 1968.